# Municipalità locale di George
George è una municipalità locale (in inglese George Local Municipality) appartenente alla municipalità distrettuale di Eden  della  Provincia del Capo Occidentale in Sudafrica. 
In base al censimento del 2001 la sua popolazione è di 135.408 abitanti.
La sede amministrativa e legislativa è la città di George e il suo territorio si estende su una superficie di 1.071 km² ed è suddiviso in 20 circoscrizioni elettorali (wards). Il suo codice di distretto è WC044.

## Geografia fisica

### Confini
La municipalità locale di George confina a nord con quella di Oudtshoorn e con il District Management Areas WCDMA04, a est con quella di Knysna, a sud con l'Oceano Indiano e a ovest con quella di Mossel Bay.

### Città e comuni
- Avontuur

- Bergplaas
- Blanco
- De Vlugt
- George
- Jonkersberg State Forest
- Langkloof State Forest
- Lawaaikamp
- Haarlem
- Herold
- Heroldsbaai
- Hoekwil
- Kleinplaat
- Pacaltsdorp
- Rondevlei
- Sinksbrug
- Swartberg State Forest
- Thembalethu
- Uniondale
- Victoriabaai
- Wilderness
- Wilderness East
- Witfontein State Forest

### Fiumi
- Doring
- Kaaimans
- Touws

### Dighe
- Afgunst Dam
- Swart River Dam
- Tuin Roete Dam